# Стрыбеж
Стры́беж (укр. Стрибіж) — село на Украине, основано в 1240 году, находится в Пулинском районе Житомирской области.
Население по переписи 2001 года составляет 724 человека. Почтовый индекс — 12052. Телефонный код — 4131.

## Адрес местного совета
12052, Житомирская область, Пулинский р-н, с. Стрыбеж, ул. Ленина, 25